# Mercamurcia
Mercamurcia es la sociedad gestora del polígono alimentario de 300.000 m² que concentra los mercados mayoristas de la ciudad de Murcia y de la Región de Murcia.
Los accionistas de Mercamurcia son en un 51,03% el Ayuntamiento de Murcia y la empresa pública estatal Mercasa (48,93%).

## Historia
Se inauguró el 11 de diciembre de 1976 y supuso una renovación en las estructuras para la comercialización de los productos alimentarios perecederos tanto de la ciudad de Murcia como de un amplio entorno geográfico que rebasa los límites provinciales.

## Instalaciones
Mercamurcia dispone de las siguientes instalaciones:
- Complejo Cárnico
- Mercado de Pescado
- Mercado de Frutas y Hortalizas
- Mercado de Flores y Plantas
- Zona de Actividades Complementarias

Además, existe una Lonja Agropecuaria, que está compuesta por una Lonja de Ganado y la Lonja Nacional de Almendra, que se puso en marcha el 1 de septiembre de 2011.

## Ubicación
Se encuentra ubicado a 10 km de la ciudad de Murcia, entre las pedanías de El Palmar y Sangonera la Verde. Cuenta con acceso directo, a través de la autovía MU-31 a la Red Nacional de Autopistas, y al itinerario europeo E-15.
Coordenadas: 37º55'54.768"N, 1º11'41.449"O.